# Femmes de sable et de myrrhe
Femmes de sable et de myrrhe, en version originale Misk al-Ghazal, est un roman de Hanan El-Cheikh paru en 1988.
Le livre raconte l'histoire de quatre femmes dans un pays pétrolier désertique et sous-développé. L'une d'entre elles, exaspérée par la vie dans ce pays, initie une relation lesbienne avec une femme locale, mais se lasse et finit par rentrer au Liban avec son fils.

## Éditions
- Ḥanān al- Šayẖ (trad. Maha Billacois et Brigitte Trincard Tahhan), Femmes de sable et de myrrhe: roman, Actes sud, coll. « Mondes arabes », 1992 (ISBN 978-2-86869-896-4)